# احمد همتی
احمد همتی (زاده ۱ تیر ۱۳۴۱ در مهدی‌شهر) سیاستمدار اصلاح‌طلب ایرانی است که نماینده مجلس از حوزه انتخابیه سمنان، مهدی‌شهر و سرخه در دوره دهم مجلس شورای اسلامی بود.
وی در دهمین دوره انتخابات مجلس شورای اسلامی در فهرست ائتلاف فراگیر اصلاح طلبان: گام دوم قرار داشت و توانست با کسب ۳۱٬۷۷۱ رای از مجموع ۸۵٬۶۵۶ رای ماخوذه صحیح، راهی مجلس دهم شود.